# No Time for Nuts
A No Time for Nuts (lefordítva nincs idő a makkokra)  animációs rövidfilm a Blue Sky Studiostól. A főszerepben Chris Wedge, mint Motkány hangja. A kisfilm a Jégkorszak 2 DVD-n található meg extraként.

## Cselekmény
Motkány a kardfogú mókus (a Jégkorszak sorozat kitalált állata), miközben el akarja rejteni a makkját, talál a jég alatt egy halott tudóst és egy időgépet. Véletlenül beindítja az időgépet, ami eltünteti a makkját, Motkány ezért őrülten elkezdi püfölni a szerkezetet. Emiatt őt is elküldni a gép a középkorba. Itt a szikla alá szorult makkot egy kőbe zárt karddal próbálja kiszabadítani (a kőbe zárt kard a "Kard a kőben" című könyvre utal). Ezután nyílzápor zúdul rá és tudta nélkül egy ágyúba bújik be. Ez kilövi egy újabb nyílzápor felé, de még épp időben sikerül újabb időugrást végeznie. Innen az ókori rómában köt ki egy arénában, ahol egy szekér elüti, de sikerül kiszabadulnia. A felzendülő harsona zenét tévesen saját győzelmi énekének véli, azonban épp egy oroszlánt engednek ki, ami elől az utolsó pillanatban lép meg.
Ezután egy havas tájon találja magát és azt hiszi hazatért. Ekkor megjelenik a Titanic és nekinyomja a jéghegynek. Ezután a Jégkorszak filmben találja magát és önnön magával kezd küzdeni a makkért, később a filmben szereplő alteregója megrúgja és ezzel aktiválja az időgépet.
Ezek után több korba is ellátogat: először egy kilövés előtt álló rakéta alá, majd egy ékszerboltba, ahol azonnal meg is szólal a riasztó, majd egy női ruhásszekrénybe. Ezután a francia forradalom idejébe utazik és éppen egy guillotine alá. Éppen megmenekülve Benjamin Franklin sárkányrepülős kísérletét látogatja meg, ahol villám csap bele. Később Michelangelo Dávid-szobrát is meglátogatja.
Ezután egy féreglyukon keresztül eljut egy nagy tölgyfa elé, amin sok-sok makk található. Motkány örömében eldobja a makkot, de pont az időgépre, ami aktiválja magát. Motkány ezt nem hagyhatta, így szétverte a gépet. Megpróbál pár darab termést leszedni a fáról, de nem sikerül neki. Hamarosan felfedez egy emléktáblát, amin ez áll: Itt állt az utolsó tölgyfa. Motkány rádöbben, hogy a jövőben van és a tölgyfák kihaltak és az utolsó makk az, amit magával hozott. Igyekszik megszerezni az utolsót, de a gép "rúg egy utolsót" és elküldi egy más időbe a makkot és ezután darabokra hullik. Motkány a távoli jövőben ragad makk nélkül. A kisfilm Motkány ordításával ér véget.

## Díjak

### Elnyert
- 2006 – Annie-díj a legjobb animációs rövidfilm kategóriában

### Jelölt
- 2007 – Oscar-díj az animációs rövidfilm kategóriájára.

## Külső hivatkozások
- A kisfilm weboldala
- No Time for Nuts az IMDb-n
- Co-director Chris Renaud on No Time for Nuts Animated News & Views interview